# Provincia Denizli
Provincia Denizli este o provincie a Turciei cu o suprafață de 11,868 km², localizată în vestul Anatoliei.

## Districte
Denizli este divizată în 19 districte (capitala districtului este subliniată): 
- Acıpayam
- Akköy
- Babadağ
- Baklan
- Bekilli
- Beyağaç
- Bozkurt
- Buldan
- Çal
- Çameli
- Çardak
- Çivril
- Denizli
- Güney
- Honaz
- Kale
- Sarayköy
- Serinhisar
- Tavas